# Short Singapore
Short Singapore – brytyjska rozpoznawcza łódź latająca z okresu II wojny światowej. 

## Historia
W 1926 roku Royal Air Force złożył w wytwórni Short Brothers zamówienie na nowy typ wodnosamolotu rozpoznawczego dalekiego zasięgu przeznaczonego do prowadzenia operacyjnego rozpoznania na rzecz sił morskich. Powstał wtedy prototyp dwusilnikowej łodzi latającej o konstrukcji mieszanej. Samolot ten otrzymał oznaczenie Singapore I, i został wyposażony w dwa silniki rzędowe Rolls-Royce H10, każdy o mocy 800 KM, napędzające dwa śmigła ciągnące. Samolot został poddany szeregowi prób i spełnił on wymagania RAF, lecz stwierdzono, że moc zespołu napędowego jest zbyt mała.
W związku z tym w 1930 roku zbudowano drugi prototyp oznaczony jako Singapore II, który wyposażono w dwa dodatkowe silniki, umieszczone w tandemie i napędzające śmigła pchające. Na bazie tego samolotu w ramach specyfikacji R.3/33 opracowano kolejny prototyp oznaczony jako Singapore III, został on oblatany 15 czerwca 1934 roku. 
Wersja ta weszła do produkcji seryjnej, która trwała do 1937 roku. Łącznie zbudowano 37 seryjnych samolotów Short Singapore i trzy prototypy. Ich produkcję wstrzymano wobec powstania nowego wodnosamolotu Short Sunderland o lepszych parametrach.

## Użycie w lotnictwie
Wodnosamolot Short Singapore po rozpoczęciu produkcji seryjnej weszły w skład 210 Dywizjonu RAF już w 1934 roku, a następnie otrzymały je kolejne dywizjony 228, 230, 209 i 240. Do ich zadań należało patrolowanie wód przybrzeżnych Wielkiej Brytanii oraz Morza Północnego. 
W związku z wprowadzaniem nowszych samolotów, wycofano je z dywizjonów stacjonujących w Wielkiej Brytanii i przekazano do dywizjonów stacjonujących w terytoriach zamorskich. Otrzymały je:
- 203 Dywizjon RAF – stacjonujący w Adenie (Jemen) i Basrze (Irak)
- 205 Dywizjon RAF – stacjonujący w Singapurze
- 209 Dywizjon RAF – przebazowany na Maltę
- 210 Dywizjon RAF – przerzucony do Gibraltaru
- 230 Dywizjon RAF – przerzucony do Aleksandrii.

Od 1938 roku zaczęto wycofywać te samoloty z dywizjonów bojowych i kierować do szkół lotniczych. W chwili wybuchu II wojny światowej Singapore w liczbie 19 egzemplarzy znajdowały się w dwóch dywizjonach: 203 – stacjonującym na Bliskim Wschodzie i 205 – stacjonującym w Singapurze. Ostatecznie samoloty Short Singapore zostały wycofane z dywizjonów RAF w październiku 1941 roku. 
W tym czasie cztery samoloty zostały przekazane do nowo utworzonego nowozelandzkiego 5 Dywizjonu RNZAF, który patrolował rejon wysp Fidżi. Były one tam używane przez krótki czas.

## Opis konstrukcji
Wodnosamolot Short Singapore był dwupłatem o konstrukcji mieszanej. Miał kadłub typu łodziowego o konstrukcji metalowej. W kadłubie znajdowała się kabina pilotów, mieszcząca stanowiska dwóch pilotów i nawigatora oraz trzy odkryte stanowiska strzeleckie umieszczone na dziobie, na grzbiecie środkowej części kadłuba i w ogonie. 
Napęd samolotu stanowiły w cztery silniki rzędowe umieszczone w tandemie po dwa, w gondolach umocowanych na rozpórkach pomiędzy płatami. Przednie silniki napędzały śmigła ciągnące, tylne silniki – śmigła pchające.
Uzbrojenie samolotu stanowiły trzy ruchome karabiny maszynowe Lewis kalibru 7,7 mm, na stanowiskach na dziobie, grzbiecie i z tyłu kadłuba, obsługiwane przez strzelców pokładowych oraz bomby o łącznej masie do 907 kg 